# ホマレボシ
ホマレボシは、日本の競走馬、種牡馬。1961年度啓衆賞年度代表馬で、同年の有馬記念の勝ち馬。

## 経歴
1960年、4歳時の2月にデビューしたホマレボシは2連続2着したあとに初勝利を挙げる。NHK盃3着後に臨んだ東京優駿（日本ダービー）ではコダマの7着に敗れる。以降は条件戦やオープン平場戦で勝ち星を重ね、11月のカブトヤマ記念で重賞初制覇を果たす。
1961年、5歳時は重賞戦線で好走するも勝ちきれないレースが続くが、5月の安田記念（当時は1800メートル）を61.5キログラムのハンデながらコースレコードで勝つ。さらに7月の日本経済賞では63キログラムの負担重量を克服して勝利、秋まで休養に努めた。
1961年秋の古馬戦線は前年の二冠馬コダマこそ怪我で不在であったが、ホマレボシを含む5歳馬が主役となっていた。天皇賞・秋では優勝したタカマガハラ、2着のオンスロートに次ぐ3着で、4着にもシーザーとすべて1957年生まれの同期4頭が入線。やはりこの4頭が有力視されていた有馬記念でホマレボシは単勝1番人気に支持される。騎手は主戦の八木沢勝美が東京優駿2着のメジロオーに騎乗するために、初騎乗となる高松三太へ乗り替わりとなった。レースは最後の直線でやはりこの4頭が競り合う展開となり、その中からホマレボシが抜け出して2着のタカマガハラに4分の3馬身差を付けてゴール。高松は前年のスターロツチに続く有馬記念連覇を果たした。またこの勝利でホマレボシは当時の中央競馬所属馬の年間賞金獲得記録を更新するとともに、年度代表馬にも選出されたが、最優秀5歳以上牡馬はタカマガハラが受賞している。
有馬記念が最後のレースとなり、引退後は種牡馬となったが後継馬に恵まれることはなかった。1978年の夏にホマレボシが繋養されていた牧場を訪れた競馬ファンの手記によると、訪れた時には牧場は既に倒産しており「ホマレボシはその何年か前に種牡馬を廃用になり本州へ連れて行かれてしまった。」という情報を得るのが精一杯であったという。

## その他
2004年6月6日にJRAゴールデンジュビリーキャンペーンの一環として東京競馬場で「ホマレボシメモリアル」が施行されている。なお、当日はホマレボシも勝った安田記念も行われている。

## 血統表
| ホマレボシの血統ブランドフォード系 / Blandford3x4=18.75% | ホマレボシの血統ブランドフォード系 / Blandford3x4=18.75% | ホマレボシの血統ブランドフォード系 / Blandford3x4=18.75% | （血統表の出典）    | （血統表の出典） |
| 父 トサミドリ 1946 鹿毛                                  | 父の父*プリメロ Primero 1931 鹿毛                        | Blandford                                                | swynford            | swynford         |
| 父 トサミドリ 1946 鹿毛                                  | 父の父*プリメロ Primero 1931 鹿毛                        | Blandford                                                | Blanche             |                  |
| 父 トサミドリ 1946 鹿毛                                  | 父の父*プリメロ Primero 1931 鹿毛                        | Athasi                                                   | Farasi              | Farasi           |
| 父 トサミドリ 1946 鹿毛                                  | 父の父*プリメロ Primero 1931 鹿毛                        | Athasi                                                   | Athgreany           |                  |
| 父 トサミドリ 1946 鹿毛                                  | 父の母*フリッパンシー Flippancy 1924 黒鹿毛              | Flamboyant                                               | Tracery             | Tracery          |
| 父 トサミドリ 1946 鹿毛                                  | 父の母*フリッパンシー Flippancy 1924 黒鹿毛              | Flamboyant                                               | Simonath            |                  |
| 父 トサミドリ 1946 鹿毛                                  | 父の母*フリッパンシー Flippancy 1924 黒鹿毛              | Slip                                                     | Robert le Diable    | Robert le Diable |
| 父 トサミドリ 1946 鹿毛                                  | 父の母*フリッパンシー Flippancy 1924 黒鹿毛              | Slip                                                     | Snip                |                  |
| 母 クロカミ 1949 黒鹿毛                                  | 母の父クモハタ 1936 栗毛                                 | *Tournesol                                               | Gainsborough        | Gainsborough     |
| 母 クロカミ 1949 黒鹿毛                                  | 母の父クモハタ 1936 栗毛                                 | *Tournesol                                               | Soliste             |                  |
| 母 クロカミ 1949 黒鹿毛                                  | 母の父クモハタ 1936 栗毛                                 | *星旗                                                    | Gnome               | Gnome            |
| 母 クロカミ 1949 黒鹿毛                                  | 母の父クモハタ 1936 栗毛                                 | *星旗                                                    | Tuscan Maiden       |                  |
| 母 クロカミ 1949 黒鹿毛                                  | 母の母第七デヴォーニア 1939 黒鹿毛                       | *Statesman                                               | Blandford           | Blandford        |
| 母 クロカミ 1949 黒鹿毛                                  | 母の母第七デヴォーニア 1939 黒鹿毛                       | *Statesman                                               | Dail                |                  |
| 母 クロカミ 1949 黒鹿毛                                  | 母の母第七デヴォーニア 1939 黒鹿毛                       | *Devonia                                                 | George Smith        | George Smith     |
| 母 クロカミ 1949 黒鹿毛                                  | 母の母第七デヴォーニア 1939 黒鹿毛                       | *Devonia                                                 | Deviniere F-No.10-d |                  |

母クロカミは競走馬としては作家の吉屋信子が馬主となり、（国営競馬で）6勝を挙げ、東京優駿にも出走した。本馬は初めての産駒にあたる。
本馬の全妹にミスホクオー（優駿牝馬3着。その産駒にヒダロマン〈ビクトリアカップ〉、ブルーマックス〈アルゼンチン共和国杯〉）がいる。また全弟のカツミドリは中央競馬から南関東公営競馬へ移籍した際にオリオンホースと改名し、東京大賞典・報知オールスターカップ（2回）を制している。このほかに全弟としてキヨカミ（菊花賞3着）、スマノオー（菊花賞4着）がいる。